# Melocanna baccifera
Melocanna baccifera là một loài thực vật có hoa trong họ Hòa thảo. Loài này được (Roxb.) Kurz mô tả khoa học đầu tiên năm 1875.